# Calometra discoidea
Calometra discoidea is een haarster uit de familie Calometridae.
De wetenschappelijke naam van de soort werd in 1888 gepubliceerd door Philip Herbert Carpenter.